# کشتن زوئی
کشتن زوئی (به انگلیسی: Killing Zoe) یک فیلم جنایی محصول سال ۱۹۹۳ به نویسندگی و کارگردانی راجر آواری با بازی اریک استولتس، ژان-اوگ آنگلاد و ژولی دلپی در نقش زوئی است. داستان یک سارق گاوصندوق به نام زد را شرح می‌دهد که به فرانسه بازمی‌گردد تا به یک دوست قدیمی در انجام یک سرقت بانک کمک کند.

## داستان
«زد» به تازگی وارد پاریس شده و کاری برای انجام دادن ندارد. او که اخیراً به یک دختری به نام زوئی آشنا شده، و در یک شب به همراه دوستان خطرناک خود تصمیم می‌گیرند در روز بعد به یک بانک دستبرد بزنند و بی‌خبر از آنکه زوئی در آن بانک کار می‌کند.

## پاسخ انتقادی
در راتن تومیتوز بر اساس ۲۸ نقد، امتیاز ۳۶٪ را با میانگین امتیاز ۵٫۳ از ۱۰ به فیلم می‌دهد.